# Камышин, Александр Николаевич
Александр Николаевич Камышин (укр. Олександр Миколайович Камишін; род. 2 июля 1984, Киев, УССР) — украинский политик. Внештатный советник президента Украины по стратегическим вопросам с 8 сентября 2024 года. Министр по вопросам стратегических отраслей промышленности Украины с 21 марта 2023 по 4 сентября 2024 года, председатель правления Укрзализныци (1 апреля 2022 — 27 февраля 2023), с 11 августа 2021 года был и.о. председателя правления Укрзализныци. До того, как возглавил Укрзализныцю, менеджер в Dragon Capital и SCM, основатель компаний Latifundist Media, Grano Group, AgTech Farm и Fortior Capital.
С 10 апреля 2023 года — член Ставки Верховного Главнокомандующего.

## Биография
Родился 2 июля 1984 года в Черкассах.
В 2005 году окончил Международный университет финансов при НТУУ КПИ (бакалавр, специализация — финансы). В 2007 году окончил КПИ (бакалавр компьютерных наук). Также прошёл программу для управленцев INSEAD (2018).
С сентября 2006 по июнь 2008 года работал аудитором Klynveld Peat Marwick Goerdeler. С июня 2008 по апрель 2012 года работал в фонде Томаша Фиалы Dragon Capital. С июля 2009 по сентябрь 2009 года — представитель акционера KMZ Industries, а с сентября 2009 по апрель 2012 года занимал должность генерального директора KMZ Industries. Эти четыре года он работал над развитием фонда прямых инвестиций и в должности главы Карловского машиностроительного завода.
С апреля 2012 по апрель 2019 года работал менеджером по инвестициям SCM. Это его самый длинный период в карьере как наёмный работник. Также в этот период, но до декабря 2019 года Александр Камышин занимал должность члена наблюдательного совета Portinvest.
В 2019 году Александр уходит из группы SCM и вместе с Николаем Нестеренко основывает инвестиционную компанию Fortior Capital, специализирующуюся на инвестициях в инфраструктуру и агросектор. В 2014 году партнёры запустили AgTech Farm — фонд, инвестирующий в стартапы по разработке агротехнологий. В портфеле фонда восемь компаний, в том числе meteo.farm, zemelka.ua и AgroOnline.
В 2016 году Камышин вместе с Grano Agrar Holding GmbH (Германия) основал Grano Group, в которую входят семь операционных агрокомпаний, элеватор и земельный банк на 10 тыс. га. Компания выращивает зерновые и масличные культуры и занимается молочным животноводством в Черниговской, Волынской, Ровенской и Киевской областях. Совладелец этой компании — немецкая Grano Agrar Holding GmbH.
С января 2020 по 2021 года — управляющий партнёр Fortior Capital. Вместе с Николаем Нестеренко они в качестве управляющих партнёров инвестиционной компании Fortior Capital в 2021 году стали едвайзерами соглашения по слиянию KMZ Industries и Variant Agro Build со стороны семьи Шуфани.
С июля 2011 по август 2021 года — издатель Latifundist Media.
Также в 2021 году Александр Камышин работал советником министра инфраструктуры Украины Александра Кубракова.
С 11 августа по март 2022 года исполнял обязанности председателя правления АО «Укрзализныця». Уже после российского вторжения в Украину назначен с 1 апреля 2022 года постоянным председателем правления компании.
После назначения главой АО «Укрзализныця» компании, принадлежащие Камышину (Grano Group, AgTech Farm и Latifundist Media), перешли в независимое управление. Из инвестиционной компании Fortior Capital, у которой Александр — управляющий партнёр, он вышел. Всю его долю выкупил Николай Нестеренко.
В конце 2022 года общественно-политическое издание «НВ» включило Александра Камышина в список Людей НВ (32 соотечественника, которые в течение 2022 года были двигателями прогресса Украины и чьи поступки и решения способствуют победоносному завершению войны) и отметило руководителя УЗ за организацию эвакуационных в условиях войны.
27 февраля 2023 года — подал в отставку с должности председателя правления Укрзализныци, заявив о планах возглавить офис по евроинтеграции Укрзализныци в Европе.
С 3 по 24 марта 2023 года — внештатный советник Президента Украины.
21 марта 2023 года Верховная Рада назначила Александра Камышина на должность министра по стратегическим отраслям промышленности Украины.
3 сентября 2024 года Камышин написал заявление об увольнении. 4 сентября Верховная рада Украины 243 голосами (при 226 необходимыми) уволила его с должности главы Минстратегпрома.
8 сентября 2024 года указом президента Украины Владимира Зеленского назначен внештатным советником президента Украины по стратегическим вопросам.

## Железные люди
Впервые охарактеризовал словами «железные люди» железнодорожников всех работников Укрзализныци, которые с начала полномасштабного вторжения РФ спасали людей с горячих точек Украины. Далее этот термин распространили и на другие проекты компании: «Железная семья», «Железная дипломатия» и т.д.

## Личная жизнь
Женат, воспитывает двух сыновей.